# Кочани (Болгарія)
Коча́ни (болг. Кочани) — село в Смолянській області Болгарії. Входить до складу общини Неделино.

## Населення
За даними перепису населення 2011 року у селі проживали 174 особи, усі — болгари.
Розподіл населення за віком у 2011 році:
Динаміка населення: